# 張友聞
張友聞，山西陽曲人，明朝政治人物。舉人出身。
永樂六年，戊子科山西鄉試中舉，后任華州知州。